# Sizilianische Dichterschule
Als Sizilianische Dichterschule (Scuola siciliana) bezeichnet man eine Gruppe von Dichtern, die besonders von 1220 bis 1250 aktiv war.
Die etwa 30 Autoren, die ihr zugerechnet werden, gehörten zum Umkreis des Hofes von Kaiser Friedrich II., an dem sich kulturelle und literarische Einflüsse aus Südfrankreich (Trobadordichtung) und der arabisch-muslimischen Welt mit dem normannischen und dem griechischen Erbe vermischten. Auch wenn sie als „sizilianisch“ bezeichnet werden, finden sich unter ihnen ebenso Apulier, Kalabresen und Toskaner. Die Bezeichnung „sizilianisch“ geht auf Dante zurück: „[...] weil Alles, was die Italer dichten, sicilisch genannt wird [...]“ Gemeinsam ist den Autoren ihre Zugehörigkeit zur Hofkanzlei des Kaisers, der selbst einige Gedichte verfasste, von denen fünf überliefert sind. Im Gegensatz zu den zeitgenössischen (armen) professionellen Spielleuten ging es den rhetorisch gebildeten Hofjuristen um die Demonstration der eigenen Kunstfertigkeit.
Von der provenzalischen Dichtung wurden einige lyrische Formen, die Amorkonzeption und die Dichtungstheorie übernommen und modifiziert.

## Sprache
Vor den 1220er Jahren schrieben die „italienischen“ Schriftsteller auf Latein, Altfranzösisch oder Provenzalisch. Die Sprache der Scuola siciliana hingegen ist eine überregionale, künstliche Mischsprache mit sizilianischen und toskanischen Elementen, auch beeinflusst durch benachbarte Sprachräume. Der ursprüngliche Wortlaut der meisten Gedichte ist verlorengegangen.

## Formen
Aus der Kanzone entwickelte die Sizilianische Dichterschule die in der Folge ungemein erfolgreiche Gattung des Sonetts, dessen Erfindung gemeinhin Giacomo da Lentini, dem wichtigsten Vertreter der Gruppe, zugeschrieben wird.

## Themen
Die Grundkonstellation zwischen lyrischem Ich und der verehrten Frau ist dem Verhältnis des Vasallen zu seinem Lehnsherrn bzw. dem des Beamten zu seinem Kaiser nachgebildet, so dass die Dame stets unerreichbar ist und bleibt. Ausgelöst wird die Liebe durch den Liebesgott Amor, der seine Macht durch die Blicke einer schönen und hochstehenden Frau entfaltet und im Innern des lyrischen Ich weiterwirkt. Da sinnliche Erfüllung nie das Ziel sein kann, weil mit ihr die spirituell konzipierte Liebe sterben würde, strebt das lyrische Ich nach innerer Veredelung, um sich der Herrin als würdig zu erweisen. Es versucht, in der Lyrik die Einmaligkeit seines Verhältnisses auszudrücken, das angesichts der feststehenden Rollenverteilung ein rituelles bleibt. Da das Geheimnisvolle dieser Beziehung sich nur annäherungsweise ausdrücken kann, bleibt die Dichtung oft hermetisch und nur Eingeweihten (gleichfalls Liebenden) zugänglich.

## Autoren
Zur Sizilianischen Dichterschule zählen neben den Genannten u. a. Pier delle Vigne, Stefano Protonotaro, Guido delle Colonne, Mazzeo di Ricco, Rinaldo d’Aquino, Giacomino Pugliese. Neben Friedrich selbst sind drei weitere Könige vertreten: neben seinen Söhnen Enzio und Manfred auch sein Schwiegervater Johann von Brienne.

## Wirkungsgeschichte
Die Sizilianische Dichterschule hatte formal und inhaltlich großen Einfluss auf die weitere Entwicklung der italienischen Lyrik. Aus ihr erwuchs der Dolce stil novo.